# Catasticta ctemene
Catasticta ctemene is een vlinder uit de onderfamilie Pierinae van de familie van de witjes (Pieridae).
De wetenschappelijke naam van de soort werd in 1869 gepubliceerd door William Chapman Hewitson.

## Ondersoorten
- Catasticta ctemene ctemene
- Catasticta ctemene actinotis Butler, 1872
- Catasticta ctemene alma (Hopffer, 1874)
- Catasticta ctemene grisella Eitschberger & Racheli, 1998
- Catasticta ctemene rubricata Weymer, 1907
- Catasticta ctemene strigosa Butler, 1896
- Catasticta ctemene zebrella Fruhstorfer, 1912